# Црква Светог Илије на Требевићу
Црква Светог пророка Илије је храм Српске православне цркве који се налази у селу Луке, на планини Требевић у Републици Српској у Босни и Херцеговини. Припада дабробосанској митрополији, архијерејском намјесништву Сарајевском и поред цркве брвнаре у Штрпцима, једина је црква брвнара на простору Митрополије. Црква брвнара се налази у непосредној близини новог магистралног пута Пале – Тврдимићи – Лукавица.

## Историја
Првобитна црква Светога пророка Илије је играђена 1943. у току ратних сукоба, и представља једину цркву подигнуту за вријеме Другог свјетског рата, од стране припадника Југословенске војске у отаџбини, на овим просторима. Црква је подигнута на локалитету села Луке у општини Пале, у непосредној близини града Сарајева. Храм су уз помоћ Српске православне цркве, и народа требевићког краја, који је у великом броју, за вријеме Другог свјетског рата остао вјеран Краљу Петру и његовној војсци, подигли командант Требевићког одреда Романијског корпуса Шћепан Лучић и војни свештеник Новак Станојевић, који је овај храм осветио по благослову тадашњег митрополита Дабробосанског Нектарија. У Цркви су обављане службе кроз цијело вријеме рата, а након политичких промјена и проглашења нове комунистичке државе Југославије, српском народу бива низом мјера забрањено слободно практиковање вјере и посјећивање вјерских објеката. Сходно томе, одлуком Обласног одбора Комунистичке партије за град Сарајево, храм Светога пророка Илије је срушен 1955. године.
Судбина овог храма је била таква, да буде подигнут у једном рату, а поновно је обновљен у другом рату. На мјесту где се некад налазила стара црква посвећена Светоме пророку Илији, благословом митрополита Николаја 1993. године, педесет година од подизања старе цркве започета је градња цркве брвнаре по пројекту архитекте Предрага Пеђе Ристића. Нова црква брвнара, једина таква у Митрополији је завршена 1996. године. Осветио 4. августа 1996. године митрополит Николај. Заслуге за подизање ове цркве припадају свештенику Миомиру Зекићу и вјерницима требевићког краја. Године 1999. у порти цркве саграђена је парохијска сала. Саборни дан, овог храма је прва недјеља по Светом Илији.
У порти храма је на Преображење 2023. године свечано откривен спомеменик палим Србима требевићког краја. На постаменту споменика су уклесана имена жртава усташког терора требевићког краја у периоду 1941-1945. године, погинулих бораца припадницима Требевићког одреда Југословенске војске у отаџбини под командом Стјепана Лучића, као и погинулим устаницима и борцима НОР-а и погинулим борцима Одбрамбено-отаџбинског рата од 1992. до 1995. године.

## Архитектура цркве
По угледу на неке друге православне богомоље из овог краја, и ова је направљена у комбинацији дрво — камен. Цокло и темељи цркве су озидани каменом, док су ѕидови и кровна конструкција урађени од дрвета. Првобитно, покров је такође био од дрвета, а на крају крова се налазио дрвени крст. Испред цркве је направљен звоник који је физички одвојен од брода цркве.